# Burgruine Anwil-Buhwil

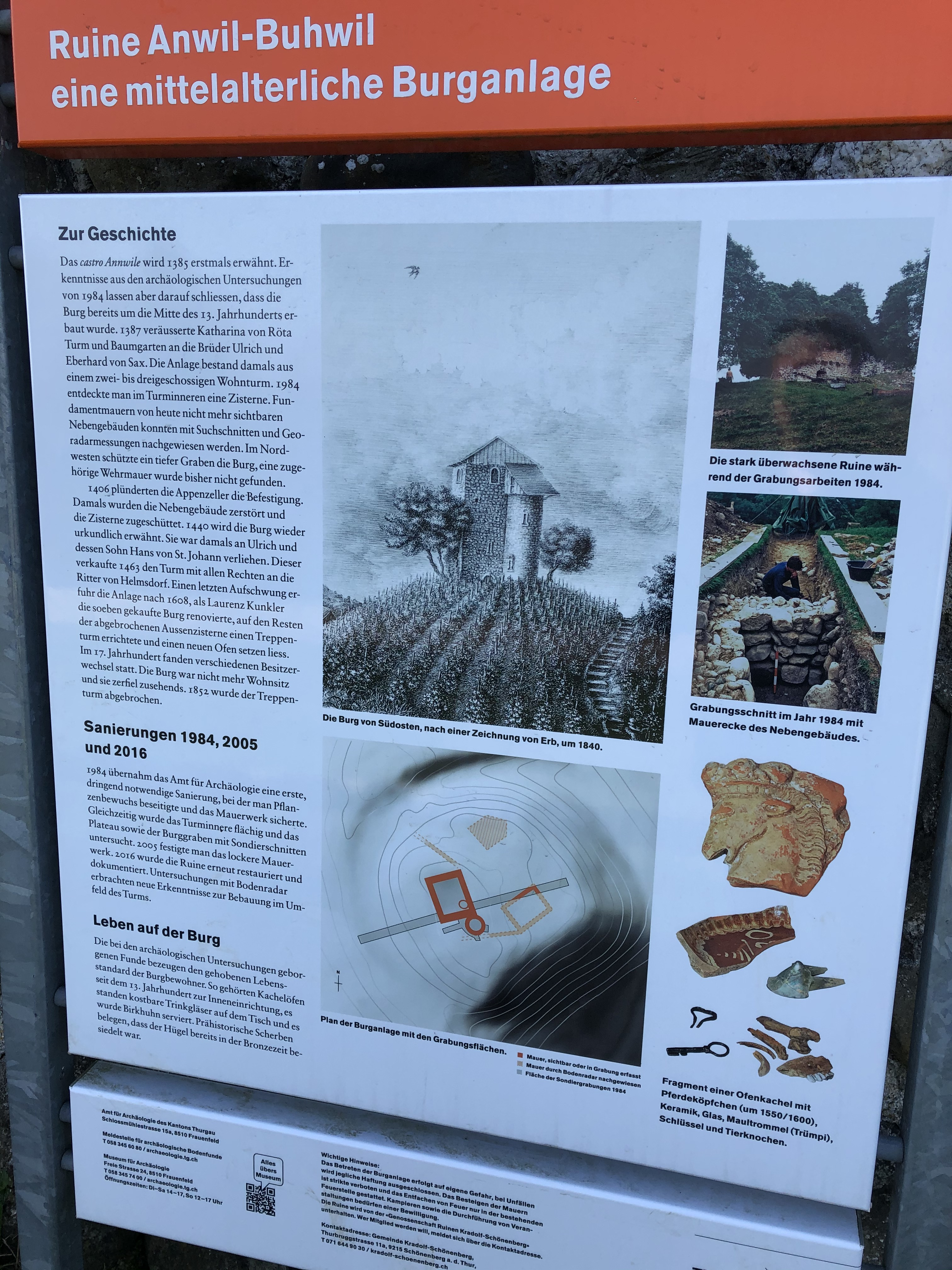
Foto der Infotafel bei der Ruine

Die Burg Anwil-Buhwil wurde als Wohnturm gebaut und steht auf einem Hügel bei Kradolf-Schönenberg im Schweizer Kanton Thurgau.

## Geschichte
Die Burganlage Anwil-Buhwil wurde 1385 erstmals erwähnt. Erbaut wurde der erste Wohnturm aber schon Mitte des 13. Jahrhunderts, wie Ausgrabungen (1984) zeigten. Im zwei- bis dreigeschossigen Wohnturm war eine Zisterne. Die Burg gehörte im 14. Jahrhundert der Familie von Röta und wurde 1387 an die Herren von Sax verkauft. Im Jahre 1405 wurde das Anwesen von den Appenzellern geplündert und zerstört. 1440 wurde die Burg wieder schriftlich erwähnt und 1463 an die Ritter von Helmsdorf verkauft. Bis ins 17. Jahrhundert fanden verschiedene Besitzerwechsel statt. Die Burg wurde dann nicht mehr bewohnt und zerfiel.
Die Burganlage wurde mehrmals archäologisch untersucht und saniert (1984, 2005 und 2016). Die Untersuchungen mit Bodenradar erbrachten neue Erkenntnisse über die Bebauung im Umfeld des Turmes.
Die Anlage ist heute im Besitz der «Genossenschaft Ruinen Kradolf-Schönenberg» und wird durch diese betreut.